# تپه سعد وقاص ۱
تپه سعد وقاص ۱ مربوط به سده‌های اولیه و میانه دوران‌های تاریخی پس از اسلام است و در شهرستان نهاوند، بخش مرکزی، دهستان طریق الاسلام، ۳۰۰ متری شرق سعد وقاص، ۳۰۰ متری غرب گوشه واقع شده و این اثر در تاریخ ۲۵ آبان ۱۳۸۷ با شمارهٔ ثبت ۲۳۷۴۳ به‌عنوان یکی از آثار ملی ایران به ثبت رسیده است.